# Masinaickenpatty
Masinaickenpatty es una ciudad censal situada en el distrito de Salem en el estado de Tamil Nadu (India). Su población es de 9098 habitantes (2011). Se encuentra a 12 km de Salem y a 72 km de Erode.

## Demografía
Según el censo de 2011 la población de Masinaickenpatty era de 9098 habitantes, de los cuales 4695 eran hombres y 4403 eran mujeres. Masinaickenpatty tiene una tasa media de alfabetización del 78,13%, inferior a la media estatal del 80,09%: la alfabetización masculina es del 84,13%, y la alfabetización femenina del 72,28%.